# Jaume Melendres
Jaume Melendres i Inglès (Martorell, Barcelona, 18 de julio de 1941–Manresa, Barcelona, 18 de noviembre de 2009) fue un dramaturgo, director de escena, novelista, articulista, profesor de teoría del teatro y traductor español.

## Biografía
Licenciado en Ciencias económicas, especialitad de Estadística, en la Universidad de Barcelona, se trasladó a París para estudiar el doctorado, pero su trayectoria profesional finalmente se inclinará hacia la literatura y el arte dramático.
Publicó poesía (La doble espera de l'aigua i tu, 1967), narrativa breve (El cavall no és de cartó, 1973; Cinc mil metres papallona, 1975; L'avió damunt els vidres, 1981) y novela (La dona sense atributs, escrita junto a Joan Abellan, con la que ganaron el Premio Prudenci Bertrana de 1989).
Su actividad principal estuvo centrada en el teatro. Como dramaturgo, escribió las obras Defensa índia de rei (Premio de teatro Josep Maria de Sagarra en 1966), Meridians i paral·lels (Premio Josep Aladern de 1970), El collaret d'algues vermelles (escrita con Joan Abellan, con la que ganaron los premios Ciutat de Granollers y Crítica Serra d'Or en 1979).
Tradujo, adaptó y dirigió obras de Bertolt Brecht, Rainer Werner Fassbinder, Bernard-Marie Koltès, Tennessee Williams, Carlo Goldoni, Joe Orton y Oscar Wilde, entre otros.
Fue crítico en las revistas Tele/eXprés, Fotogramas, Escena o El Público.
En 1973 comenzó a dar clase en el Instituto del Teatro. Fue profesor de Teoría dramática, Interpretación y Dirección de actores. Aparte, tuvo distintos cargos dentro de la institución, como la dirección de los servicios culturales, que desempeñó los últimos años de su vida.
Como ensayista y teórico publicó dos obras: La teoria dramàtica, un viatge a través del pensament teatral (2006) y La dirección de actores: diccionario mínimo (2000).

## Obras
Poesía
- La doble espera de l'aigua i tu (1967).

Teatro
- Defensa índia de rei, premio Josep Maria de Sagarra (1966).
- Meridians i paral·lels (1977).
- El collaret d'algues vermelles, coescrita con Joan Abellan (1979).

Novela
- La dona sense atributs, coescrita con  Joan Abellan, premio Prudenci Bertrana (1989).

Ensayo
- La teoria dramàtica, un viatge a través del pensament teatral (2006).
- La dirección de actores: diccionario mínimo (2000).

## Traducciones
Melendres tradujo obras técnicas sobre economía y también numerosas obras teatrales, incluidos libros de corte teórico.

### Traducciones al catalán
- Les bodes del llauner, de John Millington Synge.
- El temps i els Conway, de John Boynton Priestley.
- Ha vingut un inspector, de J.B. Priestley.
- Advertències per a embarcacions petites, de Tennessee Williams.
- Les quatre bessones, de Copi.
- La moral de la senyora Dulska, de Gabriela Zapolska.
- Un berenar improvisat, de Michel Tremblay.
- Els enamorats, de Carlo Goldoni.
- La importància de ser Franck, d'Oscar Wilde.
- No feu bromes amb l'amor, d'Alfred de Musset.
- El facinerós és al replà, de Joe Orton.
- Les llàgrimes amargues de Petra von Kant, de Rainer Werner Fassbinder.
- La meva Ismènia, d'Eugène Labiche.
- Just la fi del món, de Jean-Luc Lagarce.
- L'home i les armes, de Bernard Shaw.
- 11 setembre 2001 / Les troianes de Michel Vinaver.

### Traducciones al español
- Diccionario del teatro. Dramaturgia, estética, semiología, de Patrice Pavis. Prefacio de Anne Ubersfel, Paidós, 1998.